# Jerker Andersson (designer)
Jerker Andersson, född 1960, är en svensk industridesigner.
Jerker Andersson har arbetat i egen regi från 1983. Han har bland annat formgivit elradiatorer, diskmaskiner, elljusstaken Julius för Krypton Form, ljusstakar, hushållspappershållaren Edet Torky, termosflaskorna Abisko för Hammarplast och en fåtölj för Söderbergs Möbler.